# Mabel Capper
Mabel Henrietta Capper (23 juin 1888 - 1er septembre 1966) est une suffragette britannique. Elle a donné tout son temps entre 1907 et 1913 à la Women's Social and Political Union (WSPU) en tant que «soldat» dans la lutte pour le droit de vote des femmes. Elle a été emprisonnée six fois, a entamé une grève de la faim et a été l'une des premières suffragettes à être alimentée de force.

## La Jeunesse de Mabel Capper
Capper est née à Brook's Bar, Chorlton-on-Medlock, Manchester, d'Elizabeth Jane Crews, elle-même suffragette, et William Bently Capper, chimiste et secrétaire honoraire de la branche de Manchester de la Men's League for Women's Suffrage,. Un frère, William Bently Capper est né en 1890. Lorsque les enfants sont encore jeunes, la famille s'installe au 21 Oxford Street, Chorlton on Medlock, maintenant Picadilly, à Manchester.

## Membre de la Women's Social and Political Union
Capper rejoint la WSPU en 1907 et travaille comme organisatrice pour la branche de Manchester. En 1908, elle vit à Londres et donne comme adresse au 4 Clement's Inn, la même adresse que les Pethick-Lawrence.
Capper et Patricia Woodlock apparaissent comme des panneaux d'affichage humains annonçant les événements féminins de 1908 à Liverpool et tentent d'entrer au Royal Exchange, entièrement masculin, à Manchester.

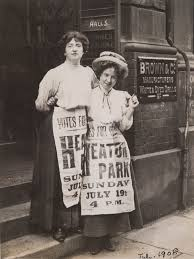
Capper (à droite) et Patricia Woodlock font la promotion des activités suffragistes.

En octobre 1908, Capper participe à la ruée vers la Chambre des communes, avec Christabel Pankhurst, Emmeline Pankhurst et d'autres suffragettes, comme Clara Codd (en) avec qui elle conspire pour provoquer une distraction afin de faire passer Codd au-delà de la ligne de police. Capper est apparue dans le Dock accusée d'«obstruction volontaire» « portant un costume composé entièrement des couleurs de la WSPU, ainsi qu'une ceinture, une ceinture et un serre-tête portant les mots « Votes for Women ». Elle passe un mois à prison de Holloway pour avoir refusé de payer l'amende qui lui avait été infligée.
En juillet 1909, Capper, ainsi que Mary Leigh, Emily Davison et jusqu'à dix autres personnes sont accusées d'entrave à la police, et Lucy Burns est également accusée d'avoir agressé un inspecteur en chef tout en perturbant une réunion au music-hall Edinburgh Castle à Limehouse, organisée par David Lloyd George. Elle est condamnée à 21 jours de prison. Emprisonnée en juillet 1909, Capper entame une grève de la faim et est libérée après six jours.
En août 1909, Capper est au tribunal de police de Birmingham avec Mary Leigh et d'autres accusés de désordre, d'agression contre la police et de bris de vitres lors d'une réunion organisée par le Premier ministre Asquith. Elle est placée en détention provisoire à la prison de Winson Green. En septembre 1909, Capper entame une grève de la faim et est nourrie de force à la prison de Winson Green.
En septembre 1909, Capper est au tribunal de police de Birmingham avec Mary Leigh et d'autres accusés d'agression contre la police, de bris de vitres et de conduite désordonnée lors d'une réunion organisée par Asquith au Bingley Hall de Birmingham. Elle refuse de payer l'amende infligée et est à nouveau emprisonnée à Winson Green. Capper reçoit « pour sa vaillance » une Hunger Strike Medal de la WSPU.
En novembre 1909, avec Selina Martin (en), Laura Ainsworth, Nellie Hall, Gladys Mary Hazel, Brett Morgan et d'autres, Capper est accusée de conduite désordonnée et d'obstruction lors d'une réunion organisée par Asquith à Victoria Square, Birmingham. La police affirme qu'elle a escaladé une statue de la reine Victoria et a refusé de se conformer aux instructions du chef adjoint de descendre. En février 1910, avec Dora Marsden et Mary Gawthorpe, Capper porte des accusations de voies de fait contre trois hommes. Les suffragettes ont allégué que les hommes, « hooligans bien habillés », les ont attaquées, ont cassé et jeté leur drapeau, puis levé Capper « au-dessus de la tête de Mlle Gawthorpe et remise dans la voiture la tête la première» dans un bureau de vote, le jour du scrutin à Southport. Cependant, les accusations sont rejetées.
En novembre 1910, avec beaucoup d'autres, elle est au tribunal de police de Bow Street, accusée d'avoir brisé les fenêtres du secrétaire d'État aux Colonies de Berkeley Square. Elle est décrite par le magistrat présidant comme « totalement une enfant », En mars 1911, avec Emily Davison, Capper écrit au Manchester Guardian au sujet du refus de Churchill d'enquêter sur le traitement des suffragettes par la police. Elle déclare que leurs plaintes de mauvais traitements sont « rejetées en tant que délires hystériques de femmes excitées ».
En novembre 1911, Capper est emprisonnée pour avoir brisé les fenêtres du bureau de poste de Bath à l'occasion de la visite de Lloyd George. En juillet 1912, avec Mary Leigh, Lizzie Baker et Gladys Evans, Capper est accusée de complot en vue de commettre des lésions corporelles graves et des dommages intentionnels et malveillants et de provoquer une explosion susceptible de mettre la vie en danger et de mettre le feu  au Théâtre royal de Dublin. Le théâtre est le lieu d'une réunion de 4 000 nationalistes irlandais lors de laquelle devait s'adresser le Premier ministre Asquith. Ce dernier est chaleureusement accueilli et, dans son discours, il invite à ce que des suggestions soient incorporées dans le projet de loi Home Rule. Des cris de «Votes for Women» sont suivis par le bruit d'un sac à main qui explose et un incendie dans la salle de projection du cinéma. Il est signalé que l'une des accusées a ensuite jeté une hache de guerre dans la voiture contenant le Premier ministre. Capper est placée en détention provisoire à Central Bridewell pendant le procès, mais les charges retenues contre elle spécifiquement sont finalement retirées,.

## Pendant la Première Guerre mondiale et après
Après la déclaration de guerre du 4 août 1914 et la suspension du suffrage militaire, Capper rejoint le détachement d'aide volontaire. Plus tard, elle s'implique dans les mouvements pacifistes et socialistes,. De 1919 à 1922, elle travaille comme journaliste pour le Daily Herald. En 1921, à Hampstead, elle épouse l'écrivain Cecil Chisholm (en). Le couple n'a pas d'enfants.

## Publications
En 1908, Capper écrit au Manchester Guardian pour contrer l'objection à l'émancipation des femmes au motif qu'elles ne seraient pas soumises à la conscription dans les forces armées.
Elle écrit: « il n'y a aucune raison de refuser aux femmes le droit à la citoyenneté pour ces motifs. - Lorsque nos hommes partent au combat, ils ne partent pas seuls. Ils sont accompagnés d'une armée de femmes, dont le devoir est de soigner les victimes de la lutte. Elles endurent les mêmes épreuves, subissent les mêmes risques. Leur travail est-il moins noble? L'État leur doit-il une dette plus légère? "  ». Quelques années plus tard, ce point a été renforcé par le travail héroïque du Women's Convoy Corps de Mabel St Clair Stobart (en) et ensuite de la Women's National Service League et du livre de Stobart de 1913, War and Women.
En octobre 1912, la pièce The Betrothal of Number 13 de Capper est produite au Royal Court Theatre « de la vie de la classe ouvrière, écrite avec une certaine perspicacité et un caractère bienveillant ». Elle concerne la stigmatisation imposée par l'emprisonnement, même aux innocents.
Capper maintient son intérêt pour le féminisme et le sort des défavorisés tout au long de sa vie. En 1963, elle écrit sur le père de son amie Mary Gawthorpe et «ce que cela signifiait d'être né dans une famille de la classe ouvrière du Nord (au) XVIIIe siècle ... condamné par le système des castes de (la) journée à être un travailleur du cuir à une époque où une lutte acharnée devait être menée contre la concurrence américaine. " 
Dans la critique de 1963 de Capper du livre de Gawthorpe, Up Hill to Holloway, Capper décrit comment, en 1904, Gawthorpe est appelée à prononcer son premier discours intitulé Les enfants sous le socialisme "concernant la pertinence de fournir une nourriture et des vêtements appropriés aux enfants pauvres des chômeurs et des nécessiteux. pendant l'hiver" 
C'était une période de dépression économique et, « du point de vue travailliste, les séquelles de la guerre sud-africaine ». Le recrutement pour cette guerre « avait permis les découvertes habituelles d'un mauvais physique, d'une sous-alimentation et de mauvaises dents ». Capper note qu'en 1963, il est difficile de réaliser « à quel point le bien-être était fait à contrecœur à cette époque. Tout dépendait d'une base volontaire et les fonds ont été épuisés au cours de cet hiver de 1905. En février, 323 414 dîners avaient été organisés... Une économie plus stricte était nécessaire, et les lentilles, à environ un demi-sou par repas, semblent avoir été le régime de base ».

## Fin de vie et postérité
Capper déménage à Windrush Cottage, Fairlight près de Hastings en 1946. Au cours des dix dernières années de sa vie, elle est paralysée par l'arthrose et a besoin de soins infirmiers à temps plein. Elle décède en 1966 dans la maison de soins infirmiers de Leolyn, St Leonards-on-Sea. En 2018, la salle communautaire de l'hôtel de ville de Warrington est rebaptisée Mabel Capper Room en sa mémoire.